# Demae-can
Demae-can (en japonés: 出前館 Demaekan) es una empresa japonesa de domicilios de comida propiedad de Line Corporation desde 2020. Es, junto a Uber Eats, la empresa de domicilios más grande en el mercado japonés.

## Historia
Demae-can fue fundada en 1999.
El 26 de mayo de 2009, la empresa lanzó una aplicación para Wii llamada Canal Demae (en japonés: 出前チャンネル Demae chan'neru) mediante la cual los poseedores de la consola podían pedir comida de la misma forma en la que podían en el sitio web. La aplicación fue lanzada en Wii U el 8 de agosto de 2013, bajo el nombre Demae-can. La aplicación fue descontinuada en ambas consolas Wii y Wii U el 22 de febrero de 2017, dejando de funcionar el 31 de marzo del mismo año.
La empresa, que dominó el mercado de domicilios de comida en Japón por años, ha sufrido desde 2016 la llegada de Uber Eats al país. Para comparación, mientras en 2020 la empresa reportó una pérdida neta de 1.9 mil millones de yenes, en 2021, apenas un año después, dicho número aumentó en más de un 670% a 14.7 mil millones de yenes, mientras que los ingresos de la compañía el mismo año habían aumentado un 171% para alcanzar los 18.5 mil millones de yenes.
Durante la pandemia de COVID-19, la empresa implementó una serie de medidas prevenir el contagio de la enfermedad, incluyendo la posibilidad de pagar domicilios de forma totalmente en línea, así como la implementación de métodos de repartición que no involucrasen contacto cara a cara entre los consumidores y los repartidores.